# Longitarsus zhamicus
Longitarsus zhamicus es una especie de insecto coleóptero de la familia Chrysomelidae. Fue descrita científicamente en 1981 por Chen & Wang.